# Jose Harris
Jose Ferial Harris (* 23. Januar 1941 in Bedford als Jose Chambers; † 13. September 2023) war eine britische Historikerin, die als Expertin für die Geschichte des britischen Wohlfahrtsstaats galt.

## Leben und Werk
Jose Chambers wurde 1941 als Einzelkind eines Versicherungsangestellten in Bedford geboren. Nach dem Besuch einer lokalen Schule studierte sie Geschichte am Newnham College der University of Cambridge, wo sie 1962 graduierte. Ihr dortiger Professor Peter Laslett beeinflusste sie maßgeblich. Anschließend promovierte sie bei Richard Titmuss an der London School of Economics (LSE) über Arbeitslosigkeit im späten viktorianischen Zeitalter und dem frühen 20. Jahrhundert. Parallel war sie von 1964 bis 1966 Dozentin am University College London und von 1966 bis 1969 wissenschaftliche Mitarbeiterin von Norman Chester am Nuffield College der University of Oxford, bevor sie auch als Dozentin an die LSE ging. 1968 heiratete sie den Rechtsphilosophen James Harris, mit dem sie einen Sohn bekam. 1973 zog das Ehepaar nach Oxford, wo Harris eine enge Freundschaft mit ihrer Nachbarin, der Schriftstellerin Ann Bridge, entwickelte. 1978 wurde Harris Dozentin am Oxforder St Catherine’s College. 1990 wurde sie zum Reader befördert, 1996 wurde sie Professorin. Von 2003 bis 2005 war sie Vice-Master des St Catherine’s College, ehe sie 2008 emeritiert wurde. In den 1970ern verfasste sie regelmäßig Artikel für das Magazin New Society, später schrieb sie für das London Review of Books. Auch trug sie Artikel zum Oxford Dictionary of National Biography bei.
Jose Harris beschäftigte sich in ihrer Forschungsarbeit mit der Wirtschafts-, Ideen- und Sozialgeschichte des britischen Wohlfahrtsstaats. Aus ihrer Doktorarbeit ging 1972 ihr erstes Buch Unemployment and Politics hervor, ehe sie 1977 eine vielfach gelobte Biografie von William Henry Beveridge veröffentlichte. Während sie die erste Auflage dieses Standardwerkes noch sehr auf eine wirtschaftspolitische Perspektive auf Beveridge konzentrierte, konnte Harris in der zweiten Auflage 1997 auch auf Beveridges Privatleben eingehen. Dabei geholfen hatte unter anderem der Nachlass ihrer Oxforder Nachbarin Ann Bridge, die in den 1910er Jahren einen Heiratsantrag von Beveridge abgelehnt hatte. Zwischenzeitlich hatte sie 1993 mit Private Lives, Public Spirit: A Social History of Britain 1870-1914 eine Sozialgeschichte der britischen Gesellschaft im späten 19. und frühen 20. Jahrhundert vorgelegt. Auch dieses Buch wurde vielfach gelobt und führte dazu, dass Harris 1993 in die British Academy aufgenommen wurde. Akademisch einflussreich war zudem ein Essay über die intellektuellen Quellen des britischen Wohlfahrtsstaates, den sie 1992 im Journal Past & Present veröffentlicht hatte. 2019 wurde sie mit einer Festschrift unter dem Titel Welfare and Social Policy in Modern Britain geehrt.

## Werke
Monografien
- Unemployment and Politics: A Study in English Social Policy, 1886–1914. Clarendon Press, Oxford 1972. ISBN 978-0-19-822355-9.
- William Beveridge: A Biography. Clarendon Press, Oxford 1977. ISBN 978-0-19-822459-4.
  - Neuauflage:  William Beveridge: A Biography. Oxford University Press, Oxford 1997. ISBN 978-0-19-820685-9.
- Beatrice Webb: The Ambivalent Feminist. London School of Economics, London 1984. ISBN 978-0-85328-090-3.
- Private Lives, Public Spirit: Britain, 1870–1914. Penguin Books, London 1993. ISBN 978-0-14-012548-1.

Herausgeberschaften
- Ferdinand Tönnies: Community and Civil Society. Übersetzt von Jose Harris und Margaret Hollis. Cambridge University Press, Cambridge 2021. ISBN 978-0-521-56119-8.
- Civil Society in British History: Ideas, Identities and Institutions. Oxford University Press, Oxford 2003. ISBN 978-0-19-926020-1.